# Upplands runinskrifter 781
Upplands runinskrifter 781 är fyra vikingatida runstensfragment av ljus rödbrun sandsten som påträffades 1944 i en grav på Svinnegarns kyrkogård, Svinnegarns socken och Enköpings kommun. Fragmenten förvaras i Svinnegarns kyrkas vapenhus. Fragmenten har knappast hört till samma runsten utan det är mer troligt att de kommer från två eller tre olika runstenar. Fragmentet Upplands runinskrifter 782, med signumet U 782, räknas också som en del av U 781 och förvaras också det i vapenhuset.

## Inskriften
Translitterering av runraden:
...ui · -ar-... ...(o)þan · kuþ · (h)... ...kia... ...an · til... ...-ti... ...(k)art
Normalisering till runsvenska:
... ... [g]oðan. Guð h[ialpi] ... ... ... ... ...
Översättning till nusvenska:
... god. Må Gud hjälpa ...